# Köttern
Köttern ist ein Ortsteil der Gemeinde Seelitz im sächsischen Landkreis Mittelsachsen. Er wurde am 1. Juli 1950 nach Spernsdorf eingemeindet, mit dem er am 1. April 1993 zur Gemeinde Seelitz kam.

## Geographie

### Geographische Lage und Verkehr
Köttern liegt im Norden der Großgemeinde Seelitz auf einer Höhe zwischen den Tälern des Leitebachs im Norden und des der Aubachs im Süden, welche beide in die Zwickauer Mulde münden. Südöstlich des Orts befindet sich der Kötterner Porschel, der nach dem Ort benannt ist. An Köttern führt südlich die Bundesstraße 175 vorbei.

### Nachbarorte
|         | Ceesewitz                                   | Arnsdorf   |
| Stöbnig | Kompassrose, die auf Nachbargemeinden zeigt | Spernsdorf |
|         | Döhlen mit Neudörfchen und Neuwerder        |            |

## Geschichte

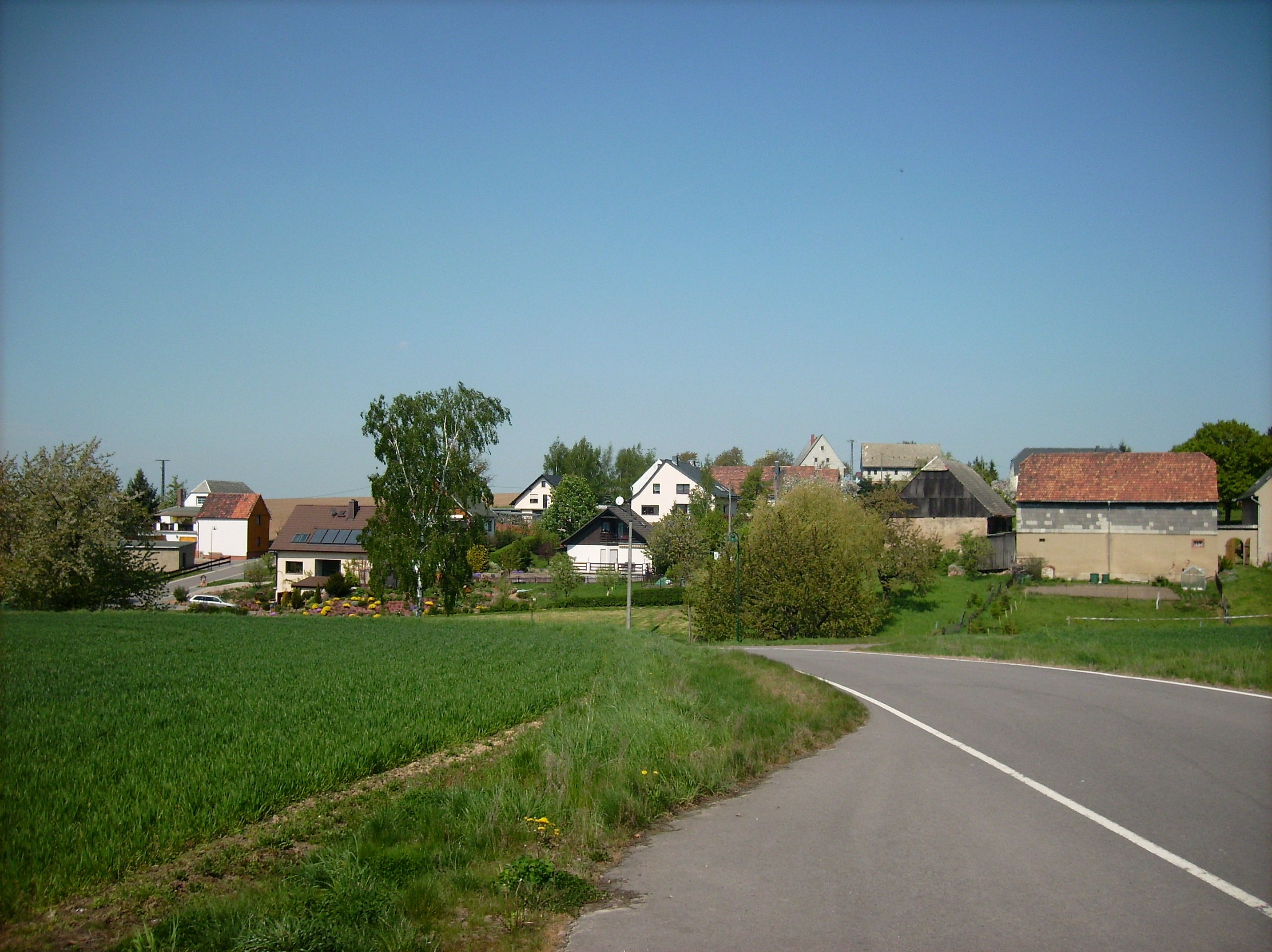
Blick auf Köttern

Bei Köttern befindet sich eine slawische Burganlage, Kötterner Porschel genannt. Das Platzdorf Köttern wurde im Jahre 1378 als „Kutterin“ bzw. „Kutternn“ erwähnt. Die Grundherrschaft über den Ort übte bis ins 19. Jahrhundert der Rat zu Rochlitz aus. Kirchlich ist der Ort seit jeher nach Seelitz gepfarrt. Köttern lag bis 1856 im kursächsischen bzw. königlich-sächsischen Amt Rochlitz. Bei den im 19. Jahrhundert im Königreich Sachsen durchgeführten Verwaltungsreformen wurden die Ämter aufgelöst. Dadurch kam Köttern im Jahr 1856 unter die Verwaltung des Gerichtsamts Rochlitz und 1875 an die neu gegründete Amtshauptmannschaft Rochlitz.
Köttern wurde am 1. Juli 1950 nach Spernsdorf eingemeindet. Durch die zweite Kreisreform in der DDR im Jahr 1952 wurde Köttern als Ortsteil der Gemeinde Spernsdorf dem Kreis Rochlitz im Bezirk Chemnitz (1953 in Bezirk Karl-Marx-Stadt umbenannt) angegliedert, der 1990 als sächsischer Landkreis Rochlitz fortgeführt wurde und 1994 im neu gebildeten Landkreis Mittweida bzw. 2008 im Landkreis Mittelsachsen aufging. Am 1. April 1993 erfolgte die Eingemeindung von Spernsdorf mit Köttern, Zschaagwitz und Neuzschaagwitz nach Seelitz.

## Kulturdenkmale
Für die Kulturdenkmale des Ortes siehe die Liste der Kulturdenkmale in Köttern.